# Behind Enemy Lines II: Axis of Evil
Behind Enemy Lines II: Axis of Evil es una película estadounidense de guerra protagonizada por Nicholas Gonzalez, Matt Bushell y Joseph Steven Yang, y escrita y dirigida por James Dodson. Esta película es una secuela de Behind Enemy Lines y fue estrenada en formato video, el 17 de octubre de 2006.

## Argumento
La historia no está vinculada a la primera parte de la serie. En su lugar, se centra en una explicación ficticia de la explosión de Ryanggang en 2004, en el que una nube de hongo inexplicable fue observada en Corea del Norte. Después de que satélites de reconocimiento detectaron un misil balístico intercontinental Topol capaz de portar una ojiva nuclear en Corea del Norte, el cual que puede golpear en cualquier parte del territorio continental de Estados Unidos, un ficticio presidente de Estados Unidos, Adair T. Manning (Peter Coyote) da órdenes a un equipo de los SEAL de Estados Unidos para destruir el misil y el lugar de lanzamiento. El equipo es dirigido por el teniente Robert James (Nicholas Gonzalez).
El Pentágono aborta la misión después de recibir nueva información, pero por el momento la orden de abortar es enviado, dos SEAL ya han lanzado en paracaídas en territorio de Corea del Norte. James detiene al tercer SEAL de la implementación, accidentalmente golpear el casco del hombre contra el indicador de estado montado cerca de la puerta. Los pasos teniente en la rampa improvisada para mirar afuera, volviendo a la puerta para informar al resto de los hombres de la interrupción. Los vientos de alta velocidad procedentes de fuera rasgar el indicador suelto y enviarlo volando a la cara del teniente. Tropezando hacia atrás, James pierde el equilibrio es succionado fuera del avión. Callaghan desobedece las órdenes sean válidas rápido, golpea a su oficial al mando, y sigue a los tres primeros, teniendo un radio con él. Cuando las fuerzas de Corea del Norte al mando del comandante Hwang (Joseph Steven Yang) encuentran a los SEAL, dos de estos mueren en un tiroteo, mientras que James Callaghan y los demás son capturados y torturados por las tropas de Corea del Norte.
Después de Corea del Sur, las fuerzas especiales de rescate y James Callaghan, Manning Presidente y el gobierno de Corea del Sur enviará los SEALs y las fuerzas especiales de Corea del Sur para destruir el emplazamiento de misiles. Pero después de perder el contacto por radio con los SEALs, el presidente y sus principales asesores creen que han sido capturados de nuevo. El Presidente decide enviar bombarderos B-2 stealth para destruir el sitio, que se iniciaría una guerra a gran escala contra Corea del Norte. Los SEALs y las fuerzas especiales de Corea del Sur destruir el silo de misiles con una bomba antes de que los atacantes llegar al emplazamiento de misiles, lo que evita la explosión e impide una guerra a gran escala.
Un tribunal condena a Callaghan de golpear a un oficial (1 año) y desobedecer a un oficial (10 años). Debido a la naturaleza secreta de la misión, la transcripción de la audiencia se considera clasificada y los cargos son borrados de su disco, dejándolo libre para regresar a su familia.
Mientras tanto, James se encuentra con el presidente en una reunión clasificada, con lo que su mentor Scott, Master Chief Boytano como testimonio de recepción de James de un premio.
La película se cierra con el mentor de James diciendo que él no era la bandera roja debido a su mentor nunca había visto a nadie que se desea tan mal como lo hizo James a ser un SEAL. Durante los créditos hay un informe de noticias sobre la explosión Ryanggang.